# Placówka Straży Granicznej I linii „Łebki”
Placówka Straży Granicznej I linii „Łebki” – jednostka organizacyjna Straży Granicznej pełniąca służbę ochronną na granicy polsko-niemieckiej w okresie międzywojennym.

## Geneza
Na wniosek Ministerstwa Skarbu, uchwałą z 10 marca 1920 roku, powołano do życia Straż Celną. Od połowy 1921 roku jednostki Straży Celnej rozpoczęły przejmowanie odcinków granicy od pododdziałów Batalionów Celnych. Proces tworzenia Straży Celnej trwał do końca 1922 roku. Placówka Straży Celnej „Łebki” weszła w podporządkowanie komisariatu Straży Celnej „Kamińsko” z Inspektoratu SC „Praszka”.

## Formowanie i zmiany organizacyjne
W 1921 roku w Herbach stacjonował sztab 2 kompanii 4 batalionu celnego. 2 kompania celna jedną ze swoich placówek wystawiła w Łebkach. 
Rozporządzeniem Prezydenta Rzeczypospolitej Polskiej Ignacego Mościckiego z 22 marca 1928 roku, do ochrony północnej, zachodniej i południowej granicy państwa, a w szczególności do ich ochrony celnej, powoływano z dniem 2 kwietnia 1928 roku  Straż Graniczną.
Rozkazem nr 10 z 5 listopada 1929 roku w sprawie reorganizacji Śląskiego Inspektoratu Okręgowego komendant Straży Granicznej płk Jan Jur-Gorzechowski określił numer i nową strukturę komisariatu SG „Herby”. Placówka Straży Granicznej I linii „Łebki” znalazła się w jego strukturze.

## Służba graniczna
Sąsiednie placówki:
- placówka Straży Granicznej I linii „Kamińsko” ⇔ placówka Straży Granicznej I linii „Braszczok” − 1929